# Wahlenbergia meyeri
Wahlenbergia meyeri är en klockväxtart som beskrevs av A.Dc. Wahlenbergia meyeri ingår i släktet Wahlenbergia och familjen klockväxter. Inga underarter finns listade i Catalogue of Life.